# Porphyra (algue)
Pour les articles homonymes, voir Porphyra.
Genre
Porphyra (du grec porphyra, « pourpre ») est un genre d'algues rouges de la famille des Bangiaceae, comprenant environ 70 espèces. Elle vit sur l'estran, typiquement entre la zone intertidale supérieure et l'étage supralittoral des mers froides et tempérées, notamment près des laisses de haute mer où elle est capable de supporter de longues émersions. En Asie du Sud-Est, elle est utilisée comme varech pour produire le nori (au Japon) et le gim (en) (en Corée). Elle y est aussi cultivée et transformée pour être consommée directement pour l'alimentation humaine.
Le cycle de vie de l'algue comporte une alternance de deux générations : le gamétophyte macroscopique correspond à l'algue visible sur les rochers, et le sporophyte microscopique et filamenteux avait été décrit sous un autre nom : Conchocelis (Conchocelis rosea), qui est donc un synonyme de Porphyra. 

## Liste d'espèces
Selon AlgaeBase (20 mai 2012) :
- Porphyra akasakae A.Miura
- Porphyra angusta Okamura & Ueda
- Porphyra argentinensis M.L.Piriz
- Porphyra atropurpurea (Olivi) De Toni
- Porphyra augustinae Kützing (Statut incertain)
- Porphyra autumnalis Zanardini (Statut incertain)
- Porphyra bangiaeformis Kützing (Statut incertain)
- Porphyra bulbopes (Yendo) Ueda
- Porphyra capensis Kützing
- Porphyra carnea Grunow (Statut incertain)
- Porphyra ceramicola (Lyngbye) P.L.Crouan & H.M.Crouan (Sans vérification)
- Porphyra ceylanica J.Agardh
- Porphyra chauhanii C.Anil Kumar & M.V.N.Panikkar
- Porphyra coccinea J.Agardh (Sans vérification)
- Porphyra cordata Meneghini (Statut incertain)
- Porphyra cucullata De Notaris (Statut incertain)
- Porphyra delicatula Welwitsch (Statut incertain)
- Porphyra dentimarginata Chu Chia-yen & Wang Su-chuan
- Porphyra dioica J.Brodie & L.M.Irvine
- Porphyra drachii Feldmann
- Porphyra drewiae M.K.Elias (Statut incertain)
- Porphyra grateloupicola P.L.Crouan & H.M.Crouan (Statut incertain)
- Porphyra grayana Reinsch (Statut incertain)
- Porphyra guangdongensis C.K.Tseng & T.J.Chang
- Porphyra helenae A.D.Zinova
- Porphyra hospitans Zanardini (Statut incertain)
- Porphyra inaequicrassa L.P.Perestenko
- Porphyra indica V.Krishnamurthy & M.Baluswami
- Porphyra ionae R.W.Ricker
- Porphyra irregularis E.Fukuhara
- Porphyra kanyakumariensis V.Krishnamurthy & M.Baluswami
- Porphyra laciniata C.Agardh (Statut incertain)
- Porphyra ledermannii Pilger
- Porphyra linearis Greville
- Porphyra lucasii Levring
- Porphyra maculosa E.Conway
- Porphyra malvanensis Anilkumar & P.S.N.Rao
- Porphyra marcosii P.A.Cordero
- Porphyra marginata C.K.Tseng & T.J.Chang
- Porphyra martensiana Suhr
- Porphyra microphylla Reinsch (Statut incertain)
- Porphyra microphylla Zanardini (Statut incertain)
- Porphyra minima P.Crouan & H.Crouan (Statut incertain)
- Porphyra minor Zanardini (Statut incertain)
- Porphyra monosporangia S.Wang & J.Zhang
- Porphyra mumfordii S.C.Lindstrom & K.M.Cole
- Porphyra njordii P.M.Pedersen
- Porphyra nobilis De Notaris (Statut incertain)
- Porphyra nobilis J.Agardh (Statut incertain)
- Porphyra ochotensis Nagai
- Porphyra okamurae Ueda
- Porphyra okhaensis H.V.Joshi, R.M.Oza & A.Tewari
- Porphyra oligospermatangia C.K.Tseng & B.F.Zheng
- Porphyra plocamiestris R.W.Ricker
- Porphyra pujalsiae Coll & E.C.Oliveira
- Porphyra pulchra Hollenberg
- Porphyra punctata Y.Yamada & H.Mikami
- Porphyra purpurea (Roth) C.Agardh (espèce type)
- Porphyra purpureoviolacea (Roth) V.Krishnamurthy (Sans vérification)
- Porphyra reniformis Meneghini (Statut incertain)
- Porphyra rizzinii Coll & E.C.Oliveira
- Porphyra roseana M.A.Howe
- Porphyra segregata (Setchell & Hus) V.Krishnamurthy
- Porphyra sericea (Wulfen) J.Agardh (Sans vérification)
- Porphyra subtumens J.Agardh (Sans vérification)
- Porphyra tenuissima (Strömfelt) Setchell & Hus
- Porphyra tenuissima J.Agardh ex Frauenfeld
- Porphyra tristanensis Baardseth
- Porphyra umbilicalis Kützing
- Porphyra umbilicata Ruprecht
- Porphyra violacea J.Agardh (Statut incertain)
- Porphyra vulgaris Kützing (Statut incertain)
- Porphyra woolhouseae Harvey
- Porphyra yamadae Yoshida

Selon Catalogue of Life (20 mai 2012) :
- Porphyra abbottiae
- Porphyra acanthophora
- Porphyra adamsiae
- Porphyra aeodis
- Porphyra aestivalis
- Porphyra akasakae
- Porphyra amplissima
- Porphyra angusta
- Porphyra argentinensis
- Porphyra augustinae
- Porphyra autumnalis
- Porphyra bangiaeformis
- Porphyra birdiae
- Porphyra boryi
- Porphyra brumalis
- Porphyra bulbopes
- Porphyra cameronii
- Porphyra capensis
- Porphyra carnea
- Porphyra carolinensis
- Porphyra ceramicola
- Porphyra ceylanica
- Porphyra chauhanii
- Porphyra columbina
- Porphyra cordata
- Porphyra crassa
- Porphyra crispata
- Porphyra cucullata
- Porphyra cuneiformis
- Porphyra delicatula
- Porphyra dentata
- Porphyra denticulata
- Porphyra dentimarginata
- Porphyra dioica
- Porphyra drachii
- Porphyra drewiae
- Porphyra drewiana
- Porphyra endiviifolia
- Porphyra endiviifolium
- Porphyra fallax
- Porphyra fucicola
- Porphyra fuscopurpurea
- Porphyra gardneri
- Porphyra grateloupicola
- Porphyra grayana
- Porphyra guangdongensis
- Porphyra haitanensis
- Porphyra helenae
- Porphyra hiberna
- Porphyra hollenbergii
- Porphyra hospitans
- Porphyra inaequicrassa
- Porphyra indica
- Porphyra ionae
- Porphyra irregularis
- Porphyra ishigecola
- Porphyra kanakaensis
- Porphyra kanyakumariensis
- Porphyra kaspar
- Porphyra katadae
- Porphyra kinositae
- Porphyra koreana
- Porphyra kuniedae
- Porphyra kurogii
- Porphyra lacerata
- Porphyra laciniata
- Porphyra lanceolata
- Porphyra ledermannii
- Porphyra leucosticta
- Porphyra lilliputiana
- Porphyra linearis
- Porphyra lucasii
- Porphyra maculosa
- Porphyra marcosii
- Porphyra marginata
- Porphyra martensiana
- Porphyra microphylla
- Porphyra miniata
- Porphyra minima
- Porphyra minor
- Porphyra monosporangia
- Porphyra moriensis
- Porphyra mumfordii
- Porphyra nereocystis
- Porphyra nobilis
- Porphyra norrisii
- Porphyra occidentalis
- Porphyra ochotensis
- Porphyra okamurae
- Porphyra okhaensis
- Porphyra oligospermatangia
- Porphyra onoi
- Porphyra papenfussii
- Porphyra pendula
- Porphyra perforata
- Porphyra plocamiestris
- Porphyra pseudoangusta
- Porphyra pseudocrassa
- Porphyra pseudolanceolata
- Porphyra pseudolinearis
- Porphyra pujalsiae
- Porphyra pulchra
- Porphyra punctata
- Porphyra purpurea
- Porphyra rediviva
- Porphyra reniformis
- Porphyra rizzinii
- Porphyra roseana
- Porphyra rosengurttii
- Porphyra saldanhae
- Porphyra schizophylla
- Porphyra segregata
- Porphyra seriata
- Porphyra sericea
- Porphyra smithii
- Porphyra spiralis
- Porphyra subcorticulata
- Porphyra suborbiculata
- Porphyra subtumens
- Porphyra tanegashimensis
- Porphyra tasa
- Porphyra tenera
- Porphyra tenuipedalis
- Porphyra tenuissima
- Porphyra thulaea
- Porphyra thuretii
- Porphyra torta
- Porphyra tristanensis
- Porphyra umbilicalis
- Porphyra umbilicata
- Porphyra variegata
- Porphyra vietnamensis
- Porphyra violacea
- Porphyra vulgaris
- Porphyra woolhouseae
- Porphyra yamadae
- Porphyra yezoensis

Selon ITIS (20 mai 2012) :
- Porphyra abbottae
- Porphyra amplissima
- Porphyra cuneiformis
- Porphyra fucicola
- Porphyra hollenbergi
- Porphyra kanakaensis
- Porphyra lanceolata Setch. & Hus
- Porphyra leucostricta
- Porphyra linearis
- Porphyra miniata C. Ag.
- Porphyra nereocystis Anders.
- Porphyra occidentalis Setch. & Hus
- Porphyra ochotensis
- Porphyra pendula
- Porphyra perforata J. Ag.
- Porphyra porphyra
- Porphyra pseudolanceolata
- Porphyra pseudolinearis
- Porphyra pulchra Hollenb.
- Porphyra purpurea (Roth) Agardh
- Porphyra purpureo-violacea
- Porphyra sanjuanensis
- Porphyra schizophylla Hollenb.
- Porphyra segregata
- Porphyra smithii Hollenb. & Abb.
- Porphyra tasa
- Porphyra tenera
- Porphyra tenuissima
- Porphyra thuretii Daws.
- Porphyra torta
- Porphyra umbilicalis
- Porphyra variegata
- Porphyra yezoensis

Selon NCBI (20 mai 2012) :
- Porphyra amplissima
- Porphyra capensis
- Porphyra conwayae
- Porphyra crispata
- Porphyra cuneiformis
- Porphyra dioica
- Porphyra drachii
- Porphyra drewiana
- Porphyra haitanensis
- Porphyra hiberna
- Porphyra insolita
- Porphyra kinositae
- Porphyra koreana
- Porphyra kuniedae
- Porphyra lanceolata
- Porphyra linearis
- Porphyra lucasii
- Porphyra migitae
- Porphyra miurae
- Porphyra moriensis
- Porphyra mumfordii
- Porphyra occidentalis
- Porphyra oligospermatangia
- Porphyra papenfussii
- Porphyra pseudolanceolata
- Porphyra pulchra
- Porphyra purpurea
- Porphyra rakiura
- Porphyra rediviva
- Porphyra rosengurttii
- Porphyra saldanhae
- Porphyra tasa
- Porphyra tenuipedalis
- Porphyra umbilicalis
- Porphyra virididentata
- Porphyra yamadae

Selon World Register of Marine Species (20 mai 2012) :
- Porphyra abbottiae V.Krishnamurthy, 1978
- Porphyra acanthophora E.C.Oliveira & Coll, 1975
- Porphyra adamsiae W.A.Nelson, 1993
- Porphyra aeodis Griffin, Bolton & Anderson, 1999
- Porphyra aestivalis S.C.Lindstrom & S.Fredericq, 2003
- Porphyra akasakae A.Miura, 1977
- Porphyra amplissima (Kjellman) Setchell & Hus ex Hus, 1900
- Porphyra angusta Okamura & Ueda, 1932
- Porphyra argentinensis M.L.Piriz, 1981
- Porphyra atropurpurea (Olivi) De Toni, 1897
- Porphyra birdiae Neefus & Mathieson, 2002
- Porphyra brumalis T.F.Mumford, 1976
- Porphyra bulbopes (Yendo) Ueda, 1932
- Porphyra capensis Kützing, 1843
- Porphyra ceramicola (Lyngbye) P.L.Crouan & H.M.Crouan, 1867
- Porphyra ceylanica J.Agardh, 1883
- Porphyra chauhanii C.Anil Kumar & M.V.N.Panikkar, 1995
- Porphyra cinnamomea W.A.Nelson, 2001
- Porphyra coleana W.A.Nelson, 2001
- Porphyra columbina Montagne, 1842
- Porphyra conwayae (S.C.Lindstrom & K.M.Cole) S.C.Lindstrom & S.Fredericq, 2003
- Porphyra crassa Ueda, 1932
- Porphyra cuneiformis (Setchell & Hus) V.Krishnamurthy, 1972
- Porphyra dentata Kjellman, 1897
- Porphyra denticulata Levring, 1953
- Porphyra dentimarginata C.Y.Chu & S.C.Wang, 1960
- Porphyra dioica J.Brodie & L.M.Irvine, 1997
- Porphyra drachii Feldmann, 1978
- Porphyra drewiana Coll & E.C.Oliveira, 2001
- Porphyra elongata Kylin, 1907
- Porphyra endiviifolia (A.Gepp & E.S.Gepp) Y.M.Chamberlain, 1963
- Porphyra endiviifolium (A.Gepp & E.S.Gepp) Y.M. Chamberlain, 1963
- Porphyra fallax S.C.Lindstrom & K.M.Cole, 1990
- Porphyra fucicola V.Krishnamurthy, 1972
- Porphyra gardneri (G.M.Smith & Hollenberg) M.W.Hawkes, 1977
- Porphyra guangdongensis C.K.Tseng & T.J.Chang, 1978
- Porphyra haitanensis T.J.Chang & B.F.Zheng Baofu, 1960
- Porphyra helenae A.D.Zinova, 1948
- Porphyra hiberna S.C.Lindstrom & K.M.Cole, 1992
- Porphyra hollenbergii E.Y.Dawson, 1953
- Porphyra inaequicrassa L.P.Perestenko, 1980
- Porphyra indica V.Krishnamurthy & M.Baluswami, 1984
- Porphyra ionae R.W.Ricker, 1987
- Porphyra irregularis E.Fukuhara, 1968
- Porphyra ishigecola A.Miura, 1967
- Porphyra kanakaensis T.F.Mumford, 1973
- Porphyra kanyakumariensis V.Krishnamurthy & M.Baluswami, 1984
- Porphyra katadae A.Miura, 1968
- Porphyra kinositae (Y.Yamada & T.Tanaka) E.Fukuhara, 1968
- Porphyra koreana M.S.Hwang & I.K.Lee, 1994
- Porphyra kuniedae M.Kurogi, 1957
- Porphyra kunthiana Kützing, 1843
- Porphyra kurogii S.C.Lindstrom, 1992
- Porphyra lacerata A.Miura, 1967
- Porphyra lanceolata (Setchell & Hus) G.M.Smith, 1943
- Porphyra ledermannii Pilger, 1911
- Porphyra leucosticta Thuret, 1863
- Porphyra linearis Greville, 1830
- Porphyra lucasii Levring, 1953
- Porphyra maculosa E.Conway, 1976
- Porphyra malvanensis Anilkumar & P.S.N.Rao, 2005
- Porphyra marcosii P.A.Cordero, 1976
- Porphyra marginata C.K.Tseng & T.J.Chang, 1958
- Porphyra martensiana Suhr, 1840
- Porphyra miniata (C.Agardh) C.Agardh, 1824
- Porphyra monosporangia S.Wang & J.Zhang, 1980
- Porphyra moriensis H.Ohmi, 1954
- Porphyra mumfordii S.C.Lindstrom & K.M.Cole, 1992
- Porphyra nereocystis C.L.Anderson, 1892
- Porphyra norrisii V.Krishnamurthy, 1972
- Porphyra occidentalis Setchell & Hus, 1900
- Porphyra ochotensis Nagai, 1941
- Porphyra okamurae Ueda, 1932
- Porphyra okhaensis H.V.Joshi, R.M.Oza & A.Tewari, 1992
- Porphyra oligospermatangia C.K.Tseng & B.F.Zheng, 1981
- Porphyra onoi Ueda, 1932
- Porphyra papenfussii V.Krishnamurthy, 1972
- Porphyra pendula E.Y.Dawson, 1953
- Porphyra perforata J.Agardh, 1883
- Porphyra plocamiestris R.W.Ricker, 1987
- Porphyra pseudocrassa Y.Yamada & H.Mikami, 1956
- Porphyra pseudolanceolata V.Krishnamurthy, 1972
- Porphyra pseudolinearis Ueda, 1932
- Porphyra pujalsiae Coll & E.C.Oliveira, 1976
- Porphyra pulchella Ackland, J.A.West, J.L.Scott & Zuccarello, 2006
- Porphyra pulchra Hollenberg, 1943
- Porphyra punctata Y.Yamada & H.Mikami, 1956
- Porphyra purpurea (Roth) C.Agardh, 1824
- Porphyra purpureo-violacea (Roth) V.Krishnamurthy, 1972
- Porphyra rakiura W.A.Nelson, 2001
- Porphyra rizzinii Coll & E.C.Oliveira, 1976
- Porphyra roseana M.A.Howe, 1928
- Porphyra saldanhae Stegenga, Bolton & R.J.Anderson, 1997
- Porphyra schizophylla G.J.Hollenberg, 1943
- Porphyra segregata (Setchell & Hus) V.Krishnamurthy, 1972
- Porphyra seriata Kjellman, 1897
- Porphyra sericea (Wulfen) J.Agardh, 1883
- Porphyra smithii Hollenberg & I.A.Abbott, 1968
- Porphyra spiralis E.C.Oliveira & Coll, 1975
- Porphyra suborbiculata Kjellman, 1897
- Porphyra tanegashimensis I.Shinmura, 1974
- Porphyra tasa (Yendo) Ueda, 1932
- Porphyra tenera Kjellman, 1897
- Porphyra tenuipedalis A.Miura, 1961
- Porphyra tenuissima (Strömfelt) Setchell & Hus, 1900
- Porphyra thulaea I.M.Munda & P.M.Pedersen, 1978
- Porphyra thuretii Setchell & E.Y.Dawson, 1944
- Porphyra torta V.Krishnamurthy, 1972
- Porphyra tristanensis Baardseth, 1941
- Porphyra umbilicalis Kützing, 1843
- Porphyra umbilicata Ruprecht, 1850
- Porphyra variegata (Kjellman) Kjellman, 1900
- Porphyra vietnamensis T.Tanaka & Pham-Hoàng Ho, 1962
- Porphyra virididentata W.A.Nelson, 2001
- Porphyra woolhouseae Harvey, 1863
- Porphyra yamadae Yoshida, 1997
- Porphyra yezoensis Ueda, 1932
- Porphyra augustinae Kützing, 1843
- Porphyra autumnalis Zanardini, 1860
- Porphyra bangiaeformis Kützing, 1849
- Porphyra carnea Grunow, 1889
- Porphyra cordata Meneghini, 1844
- Porphyra cucullata De Notaris, 1865
- Porphyra delicatula Welwitsch
- Porphyra drewiae M.K.Elias, 1966
- Porphyra grateloupicola P.L.Crouan & H.M.Crouan, 1878
- Porphyra grayana Reinsch, 1875
- Porphyra hospitans Zanardini, 1855
- Porphyra laciniata C.Agardh, 1824
- Porphyra microphylla Zanardini, 1860
- Porphyra microphylla Reinsch, 1878
- Porphyra minima P.Crouan & H.Crouan, 1842
- Porphyra minor Zanardini, 1847
- Porphyra nobilis J.Agardh, 1883
- Porphyra nobilis De Notaris, 1846
- Porphyra reniformis Meneghini, 1849
- Porphyra violacea J.Agardh, 1899
- Porphyra vulgaris Kützing, 1843
- Porphyra elongata (Areschoug) Kylin, 1907

### Sous le nomPorphyra
- (en) World Checklist of Selected Plant Families (WCSP) : Porphyra
- (en) FloraBase (Australie-Occidentale) : classification Porphyra (+ photos + répartition + description) (consulté le 20 mai 2012)
- (en) Catalogue of Life : Porphyra C.Agardh, 1824 (consulté le 13 novembre 2021)
- (en) AlgaeBase : genre Porphyra C.Agardh, 1824 (consulté le 20 mai 2012)
- (fr + en) ITIS : Porphyra C. A. Agardh (consulté le 20 mai 2012)
- (en) WoRMS : Porphyra C. Agardh, 1824 (+ liste espèces) (consulté le 20 mai 2012)
- (en) NCBI : Porphyra (taxons inclus) (consulté le 20 mai 2012)

### Sous le nomConchocelis
- (en) AlgaeBase : genre Conchocelis Batters, 1892 Non valide (consulté le 29 novembre 2012)
- (fr + en) ITIS : Conchocelis Batters, 1892 (consulté le 13 novembre 2021)
- (en) WoRMS : Conchocelis Batters, 1892 [non valide] (+ liste espèces) (consulté le 29 novembre 2012)